# Broich (Stadtmitte)
Broich ist ein Ortsteil im Stadtteil Stadtmitte von Bergisch Gladbach. Er bildet mittlerweile mit der Umgebung einen zusammenhängenden Siedlungsbereich, so dass er nicht mehr eigenständig wahrgenommen wird.

## Geschichte
Broich ist eine alte Hofstelle, die mit der Bezeichnung Bruch  im Kataster von 1869 eingetragen ist. Der Hof Broich war in der mittelalterlichen Rodeepoche nach der Entwässerung des durch die Strunde versumpften Landes gegründet worden. Er ist erstmals für das Jahr 1345 urkundlich belegt. Laut Hebbuch des Botenamts Gladbach von 1758/59 gehörte zu der Hofstelle Broich eine landwirtschaftliche Nutzfläche von 22 Morgen Land.
Aus Carl Friedrich von Wiebekings Charte des Herzogthums Berg 1789 geht hervor, dass Broich zu dieser Zeit Teil der Honschaft Paffrath im gleichnamigen Kirchspiel war.
Unter der französischen Verwaltung zwischen 1806 und 1813 wurde das Amt Porz aufgelöst und Broich wurde politisch der Mairie Gladbach im Kanton Bensberg zugeordnet. 1816 wandelten die Preußen die Mairie zur Bürgermeisterei Gladbach im Kreis Mülheim am Rhein. Mit der Rheinischen Städteordnung wurde Gladbach 1856 Stadt, die dann 1863 den Zusatz Bergisch bekam.
Der Ort ist auf der Topographischen Aufnahme der Rheinlande von 1824, auf der Preußischen Uraufnahme von 1840 und ab der Preußischen Neuaufnahme von 1892 auf Messtischblättern regelmäßig als ohne Namen verzeichnet.
| Jahr | Einwohner | Wohn- gebäude | Kategorie | Politische / kirchliche Zugehörigkeit                     |
| ---- | --------- | ------------- | --------- | --------------------------------------------------------- |
| 1822 | 5         |               | Hofstelle | Bürgermeisterei Gladbach, Kirchspiel Paffrath, Broch gen. |
| 1830 | 8         |               | Hofstelle | Bürgermeisterei Gladbach, Pfarrgemeinde Paffrath, Broch   |
| 1845 | 10        | 1             | Ackergut  | Bürgermeisterei Gladbach, Pfarre Paffrath                 |
| 1871 | 16        | 2             | Hofstelle | Bürgermeisterei Gladbach                                  |
| 1885 | 11        | 1             | Wohnplatz | Bürgermeisterei Gladbach, Kirchspiel Gladbach             |

Broich wurde 1872 von Paffrath nach Bergisch Gladbach umgepfarrt.